# Universitatea Politehnica din București
Universitatea Politehnica din București este o instituție de învățământ superior de stat din București, România, înființată în anul 1818.  Totodată, este cea mai mare universitate tehnică din țară, având 15 facultăți și aproximativ 25.000 de studenți.
În 2011, a fost clasificată în prima categorie din România, cea a universităților de cercetare avansată și educație. Universitatea a fost membră a Alianței Române a Universităților Tehnice (ARUT), ce include cele mai importante universități cu profil tehnic din România.

## Istorie

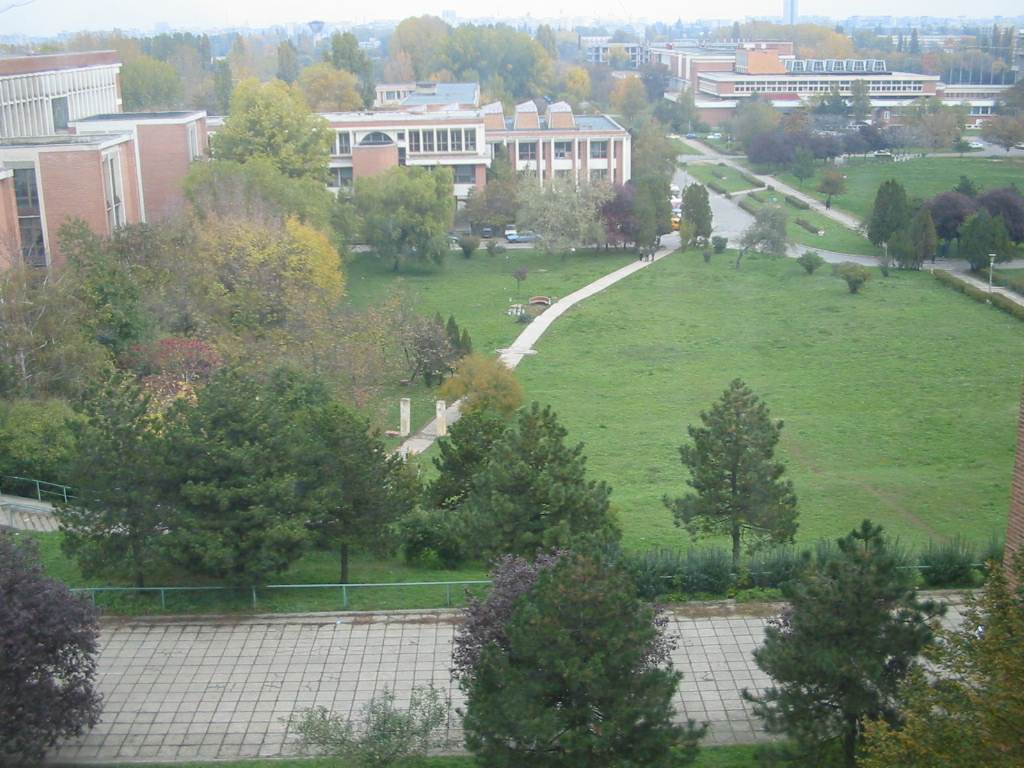
Campusul Universității

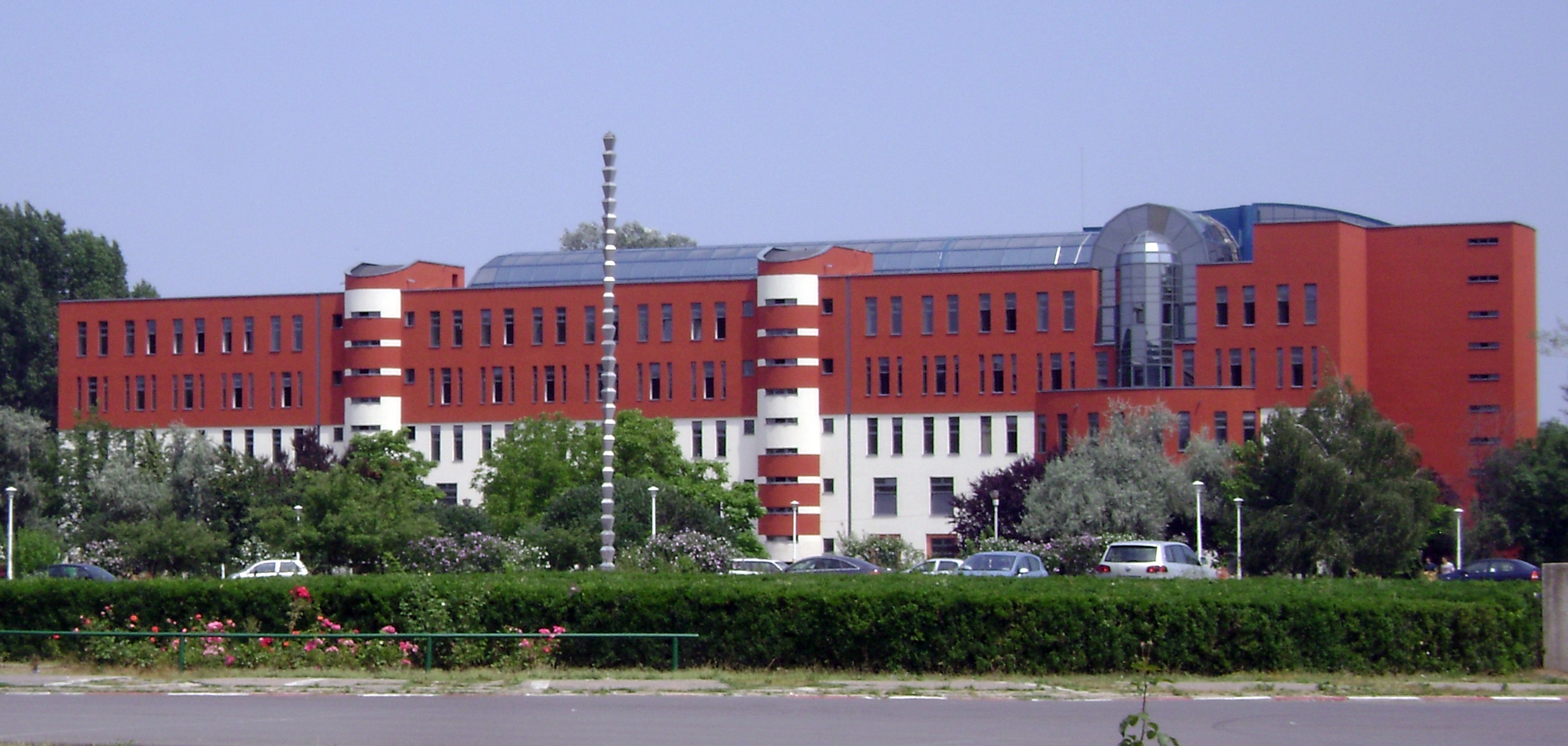
Biblioteca centrală a Universității Politehnica

Universitatea Politehnica din București este una dintre cele mai vechi și prestigioase școli de ingineri din România. Tradițiile ei sunt legate de înființarea, în anul 1818, de către Gheorghe Lazăr, a Școlii tehnice superioare cu predare în limba română la mănăstirea Sfântul Sava din București, care în anul 1832 este reorganizată în Colegiul de la Sfântul Sava.
La 1 octombrie 1864, prin ordinul domnitorului Alexandru Ioan Cuza, a fost înființată Școala de Poduri și Șosele, Mine și Arhitectură, care la 30 octombrie 1867 devine Școala de Poduri, Șosele și Mine cu durata studiilor de 5 ani.
Sub conducerea lui Gheorghe Duca, la 1 aprilie 1881, instituția capătă o nouă structură sub denumirea de Școala Națională de Poduri și Șosele, iar la 10 iunie 1920 a fost înființată Școala Politehnica din București, având patru secții:  Construcții, Electromecanică, Mine și Metalurgie, Chimie Industrială.
Din noiembrie 1920 denumirea se schimbă în Politehnica din București.
La data de 3 august 1948 Politehnica s-a transformat în Institutul Politehnic din București, care cuprindea inițial 4 facultăți (Mecanică, Electrotehnică, Chimie Industrială și Textile) și în care, din 1950, au apărut majoritatea facultăților actuale. O parte dintre secțiile fostei Politehnici au fost transformate în institute de învățământ diferite.
În baza rezoluției Senatului din noiembrie 1992, Institutul Politehnic din București a devenit Universitatea Politehnica din București.
Prin Decizia 42/52 din 14.XII.2000 emisă de Biroul Senatului Universității la propunerea Rectorului Ioan Dumitrache, se reînființează Muzeul Universității "POLITEHNICA" din București. Inaugurarea oficială a muzeului a avut loc în data de 03.XII.2003 în prezența Președintelui României, Ion Iliescu.

## Structură organizatorică
În momentul de față Universitatea Politehnica din București are 15 facultăți, două colegii universitare tehnice, 9 departamente și 56 de catedre.

### Facultăți
1. Facultatea de Inginerie Electrică
2. Facultatea de Energetică
3. Facultatea de Automatică și Calculatoare
4. Facultatea de Electronică, Telecomunicații și Tehnologia Informației
5. Facultatea de Inginerie Mecanică și Mecatronică
6. Facultatea de Ingineria și Managementul Sistemelor Tehnologice
7. Facultatea de Ingineria Sistemelor Biotehnice
8. Facultatea de Transporturi din București
9. Facultatea de Inginerie Aerospațială
10. Facultatea de Știința și Ingineria Materialelor
11. Facultatea de Chimie Aplicată și Știința Materialelor
12. Facultatea de Inginerie cu predare în limbi străine
13. Facultatea de Științe Aplicate
14. Facultatea de Inginerie Medicală
15. Facultatea de Antreprenoriat, Ingineria și Managementul Afacerilor

### Colegii
- Colegiul Universitar Tehnic nr. 1
- Colegiul Universitar Tehnic nr. 2

### Comunitatea UPB Alumni
Comunitatea UPB Alumni are ca scop principal consolidarea relației dintre absolvenți și universitate, crescând astfel gradul de implicare al acestora în activitățile desfășurate de Universitatea Politehnica din București.